# Delhi (Californië)
Delhi is een plaats (census-designated place) in de Amerikaanse staat Californië, en valt bestuurlijk gezien onder Merced County. Delhi ligt langs de California State Route 99.

## Demografie
Bij de volkstelling in 2000 werd het aantal inwoners vastgesteld op 8022.

## Geografie
Volgens het United States Census Bureau beslaat de plaats een oppervlakte van
12,0 km², geheel bestaande uit land.

## Afbeeldingen

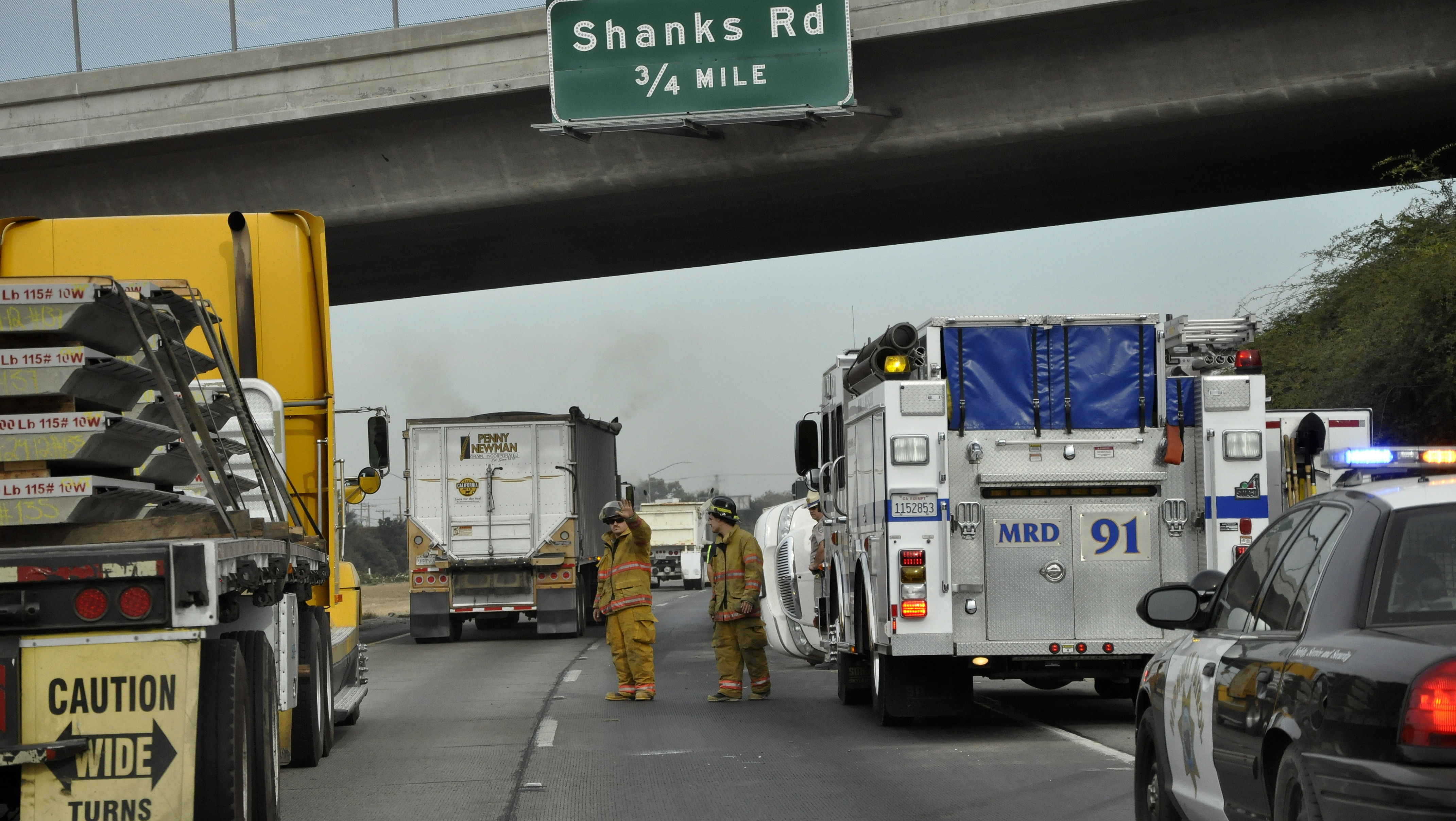
Auto-ongeval op de California State Route 99 te Delhi

## Plaatsen in de nabije omgeving
De onderstaande figuur toont nabijgelegen plaatsen in een straal van 24 km rond Delhi.